# Захарки-2
Захарки (бел. Захаркі) — упразднённая деревня в Ельском районе Гомельской области Белоруссии. Входила в состав Скороднянского сельсовета.

## География
В 38 км на юго-запад от Ельска, в 22 км от железнодорожной станции Словечно (на плесни Калинковичи — Овруч), в 215 км от Гомеля.
Кругом лес.

## История
По письменным источникам известна с XIX века как хутор в Скороднянской волости Мозырского уезда Минской губернии. В 1931 году жители вступили в колхоз. Во время Великой Отечественной войны в июне 1943 года оккупанты сожгли деревню и убили 4 жителей. На фронте погибли 25 жителей. В 1959 году в составе совхоза «Скороднянский» (центр — деревня Скородное). В 1983 году деревни объединили в одну деревню Захарки.

## Население
- 1897 год — 14 дворов, 112 жителей (согласно переписи).
- 1917 год — 118 жителей.
- 1924 год — в деревне Захарки-1 11 дворов, 57 жителей, в деревне Захарки-2 12 дворов, 52 жителя.
- 1959 год — в деревне Захарки-1 — 77, в деревне Захарки-2 — 89 жителей (согласно переписи).
- 2004 год — 2 хозяйства, 2 жителя.

## Транспортная сеть
Транспортные связи по просёлочной, затем автомобильной дороге Скородное — Ельск. Застройка деревянная, плотная, усадебного типа.